# Andréi Durnóvtsev
Andrei E. Durnovtsev (transliteración de Андрей Егорович Дурновцев) (14 de enero de 1923 – 24 de octubre de 1976) fue uno de los principales de la Fuerza Aérea Soviética. Lanzó la bomba del Zar el 30 de octubre de 1961. Voló un TU-95V especialmente modificado que utilizó una pintura especial blanca para reflejar la enorme cantidad de radiación dada por la bomba del Zar; el plano de lanzamiento fue acompañado por un avión observador Tu-16 que se llevó muestras de aire y filmó la prueba.
Fue ascendido a teniente coronel después de la misión y nombrado Héroe de la Unión Soviética.